# Cantone di Pont-Croix
Il Cantone di Pont-Croix era una divisione amministrativa dell'arrondissement di Quimper.
A seguito della riforma approvata con decreto del 13 febbraio 2014, che ha avuto attuazione dopo le elezioni dipartimentali del 2015, è stato soppresso.

## Composizione
Comprendeva i comuni di:
- Audierne
- Beuzec-Cap-Sizun
- Cléden-Cap-Sizun
- Confort-Meilars
- Esquibien
- Goulien
- Île-de-Sein
- Mahalon
- Plogoff
- Plouhinec
- Pont-Croix
- Primelin